# Lijst van voetbalinterlands Frankrijk - Hongarije
Deze lijst van voetbalinterlands is een overzicht van alle officiële voetbalwedstrijden tussen de nationale teams van Frankrijk en Hongarije. De landen hebben tot op heden 23 keer tegen elkaar gespeeld. De eerste ontmoeting was een vriendschappelijke wedstrijd in Maisons-Alfort op 1 januari 1911. Het laatste duel, een groepswedstrijd tijdens het Europees kampioenschap voetbal 2020, vond plaats op 19 juni 2021 in Boedapest.

## Wedstrijden
| №  | Plaats         | Datum             | Competitie           | Wedstrijd             | Uitslag |
| -- | -------------- | ----------------- | -------------------- | --------------------- | ------- |
| 1  | Maisons-Alfort | 1 januari 1911    | Vriendschappelijk    | Frankrijk − Hongarije | 0 − 3   |
| 2  | Boedapest      | 31 mei 1914       | Vriendschappelijk    | Hongarije − Frankrijk | 5 − 1   |
| 3  | Le Havre       | 4 juni 1924       | Vriendschappelijk    | Frankrijk − Hongarije | 0 − 1   |
| 4  | Boedapest      | 12 juni 1927      | Vriendschappelijk    | Hongarije − Frankrijk | 13 − 1  |
| 5  | Colombes       | 24 februari 1929  | Vriendschappelijk    | Frankrijk − Hongarije | 3 − 0   |
| 6  | Colombes       | 19 mei 1935       | Vriendschappelijk    | Frankrijk − Hongarije | 2 − 0   |
| 7  | Parijs         | 16 maart 1939     | Vriendschappelijk    | Frankrijk − Hongarije | 2 − 2   |
| 8  | Colombes       | 7 oktober 1956    | Vriendschappelijk    | Frankrijk − Hongarije | 1 − 2   |
| 9  | Boedapest      | 6 oktober 1957    | Vriendschappelijk    | Hongarije − Frankrijk | 2 − 0   |
| 10 | Colombes       | 11 november 1962  | Vriendschappelijk    | Frankrijk − Hongarije | 2 − 3   |
| 11 | Colombes       | 25 april 1964     | EK 1964 kwalificatie | Frankrijk − Hongarije | 1 − 3   |
| 12 | Boedapest      | 23 mei 1964       | EK 1964 kwalificatie | Hongarije − Frankrijk | 2 − 1   |
| 13 | Boedapest      | 28 september 1966 | Vriendschappelijk    | Hongarije − Frankrijk | 4 − 2   |
| 14 | Boedapest      | 24 april 1971     | EK 1972 kwalificatie | Hongarije − Frankrijk | 1 − 1   |
| 15 | Colombes       | 9 oktober 1971    | EK 1972 kwalificatie | Frankrijk − Hongarije | 0 − 2   |
| 16 | Parijs         | 26 maart 1975     | Vriendschappelijk    | Frankrijk − Hongarije | 2 − 0   |
| 17 | Boedapest      | 22 mei 1976       | Vriendschappelijk    | Hongarije − Frankrijk | 1 − 0   |
| 18 | Mar del Plata  | 10 juni 1978      | WK 1978              | Frankrijk − Hongarije | 3 − 1   |
| 19 | Parijs         | 6 oktober 1982    | Vriendschappelijk    | Frankrijk − Hongarije | 1 − 0   |
| 20 | León           | 9 juni 1986       | WK 1986              | Hongarije − Frankrijk | 0 − 3   |
| 21 | Boedapest      | 28 maart 1990     | Vriendschappelijk    | Hongarije − Frankrijk | 1 − 3   |
| 22 | Metz           | 31 mei 2005       | Vriendschappelijk    | Frankrijk − Hongarije | 2 − 1   |
| 23 | Boedapest      | 19 juni 2021      | EK 2020              | Hongarije − Frankrijk | 1 − 1   |

## Samenvatting
| Competitie        | Totaal gespeeld | Winst Frankrijk | Gelijk | Winst Hongarije | Doelsaldo Frankrijk – Hongarije |
| ----------------- | --------------- | --------------- | ------ | --------------- | ------------------------------- |
| WK-eindronde      | 2               | 2               | 0      | 0               | 6 − 1                           |
| EK-eindronde      | 1               | 0               | 1      | 0               | 1 − 1                           |
| EK-kwalificatie   | 4               | 0               | 1      | 3               | 3 − 8                           |
| Vriendschappelijk | 16              | 6               | 1      | 9               | 22 − 38                         |
| Totaal            | 23              | 8               | 3      | 12              | 32 − 48                         |

## Details

### Negentiende ontmoeting
| Vriendschappelijk (Parijs, Frankrijk, 6 oktober 1982):         |       |           |
| Frankrijk                                                      | 1 – 0 | Hongarije |
| Laurent Roussey 65'                                            | goals |           |
| - Laatste interland van Gérard Janvion (40ste) voor Frankrijk. |       |           |

### Twintigste ontmoeting
| WK 1986 (León, Mexico, 9 juni 1986): |       |                                                             |
| Hongarije                            | 0 – 3 | Frankrijk                                                   |
|                                      | goals | 30' Yannick Stopyra 63' Jean Tigana 84' Dominique Rocheteau |

### 21ste ontmoeting
| Vriendschappelijk (Boedapest, Hongarije, 28 maart 1990):       |       |                                                     |
| Hongarije                                                      | 1 – 3 | Frankrijk                                           |
| Attila Pintér 38' (pen.)                                       | goals | 27' Éric Cantona 67' Éric Cantona 70' Franck Sauzée |
| - Debuut van Philippe Tibeuf en Fabrice Divert voor Frankrijk. |       |                                                     |

### 22ste ontmoeting
| Vriendschappelijk (Metz, Frankrijk, 31 mei 2005): |       |                     |
| Frankrijk                                         | 2 – 1 | Hongarije           |
| Djibril Cissé 10' Florent Malouda 36'             | goals | 79' Zsombor Kerekes |

FFF · A-internationals · Selecties · Bondscoaches · Frans vrouwenelftal · Olympisch elftal · Frankrijk U21 · Frankrijk U20 · Frankrijk U19 · Frankrijk U18 · Frankrijk U17 · Frankrijk U16 · Vrouwen U17
1904 – 1919 ·
1920 – 1929 ·
1930 – 1939 ·
1940 – 1949 ·
1950 – 1959 ·
1960 – 1969 ·
1970 – 1979 ·
1980 – 1989 ·
1990 – 1999 ·
2000 – 2009 ·
2010 – 2019 ·
2020 – 2029
EK's: 1984 · 
1992 · 
1996 · 
2000 · 
2004 · 
2008 · 
2012 · 
2016 · 
2020 · 
2024
WK's: 1930 · 
1934 · 
1938 · 
1954 · 
1958 · 
1966 · 
1978 · 
1982 · 
1986 · 
1998 · 
2002 · 
2006 · 
2010 · 
2014 · 
2018 · 
2022
OS: 1900 · 
1908 · 
1920 · 
1924 · 
1948 · 
1952 · 
1960 · 
1968 · 
1976 · 
1984 · 
1996 · 
2020
1904 · 
1905 · 
1906 · 
1907 · 
1908 · 
1909 · 
1910 · 
1911 · 
1912 · 
1913 · 
1914 · 
1915 · 1916 · 1917 · 1918 · 
1919 · 
1920 · 
1921 · 
1922 · 
1923 · 
1924 · 
1925 · 
1926 · 
1927 · 
1928 · 
1929 · 
1930 · 
1931 · 
1932 · 
1933 · 
1934 · 
1935 · 
1936 · 
1937 · 
1938 · 
1939 · 
1940 · 1941  · 
1942 · 
1943 · 1944  · 
1945 · 
1946 · 
1947 · 
1948 · 
1949 · 
1950 · 
1951 · 
1952 · 
1953 · 
1954 · 
1955 · 
1956 · 
1957 · 
1958 · 
1959 ·
1960 · 
1961 · 
1962 · 
1963 · 
1964 · 
1965 · 
1966 · 
1967 · 
1968 · 
1969 ·
1970 · 
1971 · 
1972 · 
1973 · 
1974 · 
1975 · 
1976 · 
1977 · 
1978 · 
1979 ·
1980 · 
1981 · 
1982 · 
1983 · 
1984 · 
1985 · 
1986 · 
1987 · 
1988 · 
1989 · 
1990 · 
1991 · 
1992 · 
1993 · 
1994 · 
1995 · 
1996 · 
1997 · 
1998 · 
1999 · 
2000 · 
2001 · 
2002 · 
2003 · 
2004 · 
2005 · 
2006 · 
2007 · 
2008 · 
2009 · 
2010 · 
2011 · 
2012 · 
2013 · 
2014 · 
2015 · 
2016 · 
2017 · 
2018 ·
2019 ·
2020 ·
2021 ·
2022 ·
2023
Albanië ·
Algerije ·
Andorra ·
Argentinië ·
Armenië ·
Australië ·
Azerbeidzjan ·
België ·
Bolivia ·
Bosnië en Herzegovina ·
Brazilië ·
Bulgarije ·
Canada ·
Chili ·
China ·
Colombia ·
Costa Rica ·
Cyprus ·
Denemarken ·
Duitse Democratische Republiek ·
Duitsland ·
Ecuador ·
Egypte ·
Engeland ·
Estland ·
Faeröer ·
Finland ·
Georgië ·
Gibraltar ·
Griekenland ·
Honduras ·
Hongarije ·
Ierland ·
IJsland ·
Iran ·
Israël ·
Italië ·
Ivoorkust ·
Jamaica ·
Japan ·
Joegoslavië ·
Kameroen ·
Kazachstan ·
Koeweit ·
Kroatië ·
Letland ·
Litouwen ·
Luxemburg ·
Malta ·
Marokko ·
Mexico ·
Moldavië ·
Nederland ·
Nieuw-Zeeland ·
Nigeria ·
Noord-Ierland ·
Noorwegen ·
Oekraïne ·
Oostenrijk ·
Paraguay ·
Peru · 
Polen ·
Portugal ·
Roemenië ·
Rusland ·
Saoedi-Arabië ·
Schotland ·
Senegal ·
Servië ·
Slovenië ·
Slowakije ·
Sovjet-Unie ·
Spanje ·
Togo ·
Tsjechië ·
Tsjecho-Slowakije ·
Tunesië ·
Turkije ·
Uruguay ·
Verenigde Staten ·
Wales ·
Wit-Rusland ·
Zuid-Afrika ·
Zuid-Korea ·
Zweden ·
Zwitserland
Albanië (2016) ·
Argentinië (2018) ·
Argentinië (2022) ·
Australië (2018) · 
België (1904) · 
België (2018) · 
Brazilië (1998) · 
Brazilië (2006) · 
Denemarken (2002) · 
Denemarken (2018) ·
Duitsland (2014) · 
Duitsland (2021) · 
Ecuador (2014) · 
Engeland (1982) · 
Engeland (2012) · 
Engeland (2022) ·
Honduras (2014) · 
Hongarije (2021) · 
Italië (2000) · 
Italië (2006) · 
Italië (2008) · 
Japan (2001) · 
Kameroen (2003) · 
Koeweit (1982) · 
Kroatië (2018) · 
Marokko (2022) ·
Mexico (2010) · 
Nederland (2008) · 
Nigeria (2014) ·
Noord-Ierland (1982) · 
Oekraïne (2012) · 
Oostenrijk (1982) · 
Peru (2018) · 
Polen (1982) · 
Polen (2022) ·
Portugal (2006) · 
Portugal (2016) ·
Portugal (2021) ·
Roemenië (2008) ·
Roemenië (2016) ·
Senegal (2002) · 
Spanje (1984) ·
Spanje (2006) ·
Spanje (2012) ·
Spanje (2021) ·
Togo (2006) ·
Tsjecho-Slowakije (1982) ·
Uruguay (2002) ·
Uruguay (2010) ·
Uruguay (2018) ·
Zuid-Afrika (2010) ·
Zuid-Korea (2006) ·
Zweden (2012) ·
Zwitserland (2006) ·
Zwitserland (2014) ·
Zwitserland (2016) ·
Zwitserland (2021)
MLSZ · A-internationals · Selecties · Bondscoaches · Hongaars vrouwenelftal · Olympisch elftal · Hongarije U21 · Hongarije U20 · Hongarije U19 · Hongarije U18 · Hongarije U17 · Hongarije U16
1902 – 1919 · 
1920 – 1929 · 
1930 – 1939 · 
1940 – 1949 · 
1950 – 1959 · 
1960 – 1969 · 
1970 – 1979 · 
1980 – 1989 · 
1990 – 1999 · 
2000 – 2009 · 
2010 – 2019 ·
2020 − 2029
EK's:
1964 · 
1972 · 
2016 ·
2020 ·
2024
WK's:
1934 · 
1938 · 
1954 · 
1958 · 
1962 · 
1966 · 
1978 · 
1982 · 
1986
OS:
1912 · 
1924 · 
1936 · 
1952 · 
1960 · 
1964 · 
1968 · 
1972 · 
1996
1902 · 
1903 · 
1904 · 
1905 · 
1906 · 
1907 · 
1908 · 
1909 · 
1910 · 
1911 · 
1912 · 
1913 · 
1914 · 
1915 · 
1916 · 
1917 · 
1918 · 
1919 · 
1920 · 
1921 · 
1922 · 
1923 · 
1924 · 
1925 · 
1926 · 
1927 · 
1928 · 
1929 · 
1930 · 
1931 · 
1932 · 
1933 · 
1934 · 
1935 · 
1936 · 
1937 · 
1938 · 
1939 · 
1940 · 
1941 · 
1942 · 
1943 · 
1944 · 
1945 · 
1946 · 
1947 · 
1948 · 
1949 · 
1950 · 
1952 · 
1952 · 
1953 · 
1954 · 
1955 · 
1956 · 
1957 · 
1958 · 
1959 · 
1960 · 
1961 · 
1962 · 
1963 · 
1964 · 
1965 · 
1966 · 
1967 · 
1968 · 
1969 · 
1970 · 
1971 · 
1972 · 
1973 · 
1974 · 
1975 · 
1976 · 
1977 · 
1978 · 
1979 · 
1980 · 
1981 · 
1982 · 
1983 · 
1984 · 
1985 · 
1986 · 
1987 · 
1988 · 
1989 · 
1990 · 
1991 · 
1992 · 
1993 · 
1994 · 
1995 · 
1996 · 
1997 · 
1998 · 
1999 · 
2000 · 
2001 · 
2002 · 
2003 · 
2004 · 
2005 · 
2006 · 
2007 · 
2008 · 
2009 · 
2010 · 
2011 · 
2012 · 
2013 · 
2014 · 
2015 ·
2016 ·
2017 ·
2018 ·
2019 ·
2020 ·
2021 ·
2022 ·
2023 ·
2024
Albanië ·
Algerije ·
Andorra · 
Antigua en Barbuda ·
Argentinië ·
Armenië ·
Australië ·
Azerbeidzjan ·
België ·
Bohemen ·
Bolivia ·
Bosnië en Herzegovina ·
Brazilië ·
Bulgarije ·
Canada ·
Chili ·
China ·
Colombia ·
Costa Rica ·
Cyprus ·
Denemarken ·
DDR ·
Duitsland ·
Egypte ·
El Salvador ·
Engeland ·
Estland ·
Faeröer ·
Finland ·
Frankrijk ·
Georgië ·
Griekenland ·
Ierland ·
IJsland ·
India ·
Iran ·
Israël ·
Italië ·
Ivoorkust ·
Japan ·
Joegoslavië ·
Jordanië ·
Kazachstan · 
Koeweit ·
Kosovo · 
Kroatië ·
Letland ·
Libanon ·
Liechtenstein ·
Litouwen ·
Luxemburg ·
Malta ·
Mexico ·
Moldavië ·
Montenegro ·
Nederland ·
Nederlands-Indië ·
Nieuw-Zeeland ·
Noord-Ierland ·
Noord-Macedonië ·
Noorwegen ·
Oekraïne ·
Oostenrijk ·
Paraguay ·
Peru ·
Polen ·
Portugal ·
Qatar ·
Roemenië ·
Rusland ·
San Marino ·
Saoedi-Arabië ·
Schotland ·
Servië ·
Slovenië ·
Slowakije ·
Sovjet-Unie ·
Spanje ·
Tsjechië ·
Tsjecho-Slowakije ·
Turkije ·
Uruguay ·
Verenigde Arabische Emiraten ·
Verenigde Staten ·
Verenigd Koninkrijk ·
Wales ·
Wit-Rusland ·
Zuid-Korea ·
Zweden ·
Zwitserland
Brazilië (1954) · 
Duitsland (2021) ·
Frankrijk (2021) · 
IJsland (2016) · 
Italië (1938) · 
Oostenrijk (2016) · 
Portugal (2021) · 
West-Duitsland (1954, 2)